# Rudolf Karel
Rudolf Karel   (Plzeň, 9 de novembre de 1880 - Theresienstadt Small Fortress, 6 de març de 1945) fou un compositor txec distingit.

## Biografia
Rudolf Karel era fill d'un empleat del ferrocarril. Va estudiar Dret a la Universitat Charles i després composició de 1899 a 1904 amb Antonín Dvořák i orgue amb Josef Klička. Quan va començar la Segona Guerra Mundial estava visitant Rússia. Va ser arrestat, però va aconseguir escapar. Es va unir a les Legions txecoslovaques i va servir com a director de la seva orquestra. El 1923 es va convertir en professor al Conservatori de Praga, on entre els seus alumnes tingué a Jaromír Weinberger. Durant la Segona Guerra Mundial va participar en la resistència i al març de 1943 va ser arrestat. Després de ser internat i torturat a la presó de Pankrác durant dos anys (1943-1945) Karel va ser enviat a la presó de Theresienstadt. Les condicions a la presó eren terribles i es va posar malalt de disenteria i pneumònia. El SS-Oberscharführer Stefan Rojko va enviar tots els presoners malalts a l'exterior en fred congelat per desinfectar la cèl·lula. Com a resultat, Karel i altres 8 presoners van morir el 6 de març de 1945.
A Ih Pankrác i Theresienstadt van continuar treballant. Va compondre l'òpera de conte de fades de cinc anys Three Hairs of the Wise Old Man, escrivint sobre paper higiènic utilitzant llapis o carbó medicinal. Els 240 fulls que contenien un esbós detallat de l'òpera van ser passats en secret a un amable guardià. Les orquestracions es van completar després de la seva mort i de les seves notes pel seu alumne Zbynek Vostřák.
El seu Nonet op. 43 (encara que va deixar incomplet en el moment de la seva mort) va ser compost entre gener i febrer de 1945. Va ser orquestrat per František Hertl i estrenat el desembre de 1945.

## Obres (selecció)
Piano
- 1910 Tema i variacions op.13

Opera
- 1909 Cor d'Islein (Ilseino srdce)
- 1932 Gevatterin mort op.30
- 1944 Òpera: Tres pèls del greis de tot saber (o, Tres pèls del vell savi)

Piano
- 1910 Tema i variacions op.13

Obres d'orquestra
- 1904/1911 Scherzo Capriccio op.6 (anglès)
- 1909 Simfonia d'ideals op.11
- 1914 Simfonia per a violí i orquestra op.20
- 1918/1920 Sinfonie Démon op.23 (anglès)
- 1921 Sinfonie Renaissance op.15
- 1938 informació de primavera. mai (?) op.38
- Obertura de la revolució de 1941. Op. 39 (op.39)

Música de cambra
- 1903 primer quartet de corda en D menor op.3[6]
- 1910 segon quartet de corda en E♭ major op.12[6]
- Sonata per a violí de 1912 en sol menorop.17[6][7]
- Quartet de piano op.22[6] 1915
- 1936 tercer quartet de corda op.37
- 1945 Nonet (incomplet) op.43